# Neuselsbrunn
Neuselsbrunn ist eine Siedlung der kreisfreien Stadt Nürnberg. Neuselsbrunn ist eine Straßenbezeichnung und Teil des Statistischen Bezirks 32 (Langwasser Nordwest).

## Geographie
Neuselsbrunn liegt im Süden von Nürnberg und wird von der Otto-Bärnreuther-Straße, der Karl-Schönleben-Straße und der Münchener Straße umrahmt. Die Wohnanlage hat rund 700 Wohnungen. Im Zentrum stehen drei 20-stöckige Hochhäuser. Auf einer Fläche von weniger als 14 Hektar lebten am 31. Dezember 1997 in 18 Mehrfamilienhäusern mit sieben und mehr Wohnungen 1.389 Personen.

## Geschichte
Die Bezeichnung Neuselsbrunn geht auf einen kleinen Bach zurück. Die Gemeinnützige Deutsche Wohnungsbaugesellschaft mbH Düsseldorf erbaute ab dem Jahre 1963 im Norden von Langwasser eine Parkwohnanlage. Architekt war Gerhard Günther Dittrich. Seit 1938 ist das Gebiet Teil des Stadtgebiets von Nürnberg.
Der U-Bahnhof Messe war in der Planung als „Neusellsbrunn“ bezeichnet worden.